# 塞沃河畔圣日耳曼
塞沃河畔圣日耳曼（法語：Saint-Germain-sur-Sèves，法語發音：[sɛ̃ ʒɛʁmɛ̃ syʁ sɛv]）是法国芒什省的一个市镇，属于库唐斯区。

## 地理
塞沃河畔圣日耳曼（49°13'18"N, 1°22'15"W）面积8.19 平方千米，位于法国诺曼底大区芒什省，该省份为法国西北部沿海省份，西、北、东北三面环大西洋，东起顺时针与卡爾瓦多斯省、奧恩省、马耶讷省和伊勒-维莱讷省接壤。
与塞沃河畔圣日耳曼接壤的市镇（或旧市镇、城区）包括：贡夫勒维尔、奈镇、佩里耶、赖村、圣塞巴斯蒂安德赖、土地沼泽村。

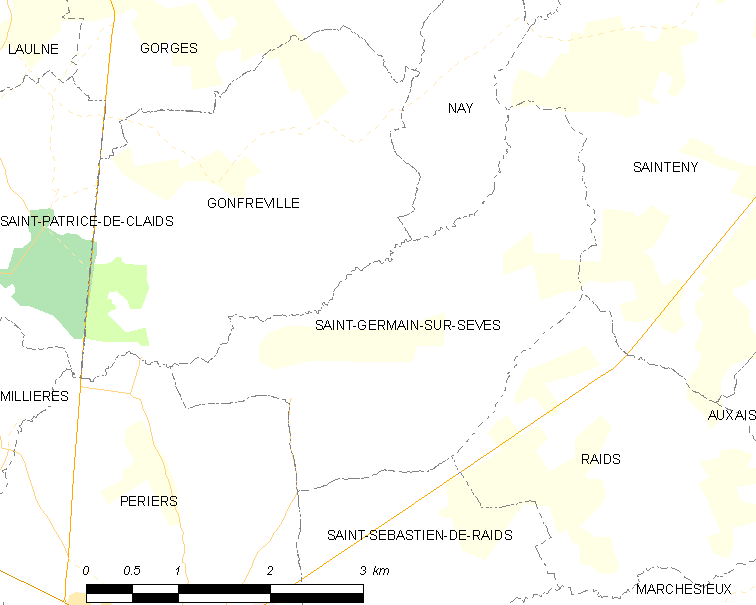
塞沃河畔圣日耳曼的OSM定位图

塞沃河畔圣日耳曼的时区为UTC+01:00、UTC+02:00（夏令时）。

## 行政
塞沃河畔圣日耳曼的邮政编码为50190，INSEE市镇编码为50482。

## 政治
塞沃河畔圣日耳曼所属的省级选区为阿贡-库坦维尔县。

## 人口

1962-2008年间塞沃河畔圣日耳曼人口变化图示

塞沃河畔圣日耳曼于2022年1月1日时的人口数量为174人。